# Witali Walerjewitsch Fridson
Witali Walerjewitsch Fridson (russisch Виталий Валерьевич Фридзон; * 14. Oktober 1985 in Klinzy, RSFSR) ist ein russischer Basketballspieler. Fridson wechselte 2004 als knapp 19-jähriger zum BK Chimki in die Oblast Moskau und wurde mit diesem Verein russischer Pokalsieger 2008 sowie Gewinner der osteuropäischen VTB United League 2011. Mit der russischen Nationalmannschaft gewann er bei der Basketball-Europameisterschaft 2011 die Bronzemedaille.

## Vereinskarriere
Als beinahe 19-jähriger wechselte der Juniorennationalspieler Fridson vom BK Standard aus Togliatti in den Moskauer Vorort Chimki zum dort beheimateten Basketballverein. In seiner ersten Saison verlor er mit diesem Verein die Serie um den dritten Platz in der russischen Meisterschaft gegen UNICS Kasan. In der Viertelfinalserie der FIBA Europe League konnte man diesen Gegner bezwingen, verlor aber dann beim Final-Four-Turnier in Istanbul im Halbfinale gegen den späteren Titelträger BK Dynamo Sankt Petersburg. Im Spiel um den dritten Platz konnte man Gastgeber Fenerbahçe Istanbul bezwingen. Juniorennationalspieler Fridson wurde in jener Spielzeit in der FIBA Europa League nicht eingesetzt, aber trotzdem nach dem Gewinn der Junioreneuropameisterschaft 2005 in den Endrundenkader der russischen Nationalmannschaft für die Basketball-Europameisterschaft 2005 berufen. In der darauffolgenden Spielzeit war Fridson dann bereits im nun FIBA EuroCup genannten Wettbewerb ein wichtiger Einwechselspieler von der Bank mit fünfzehn Minuten Einsatzzeit pro Spiel. Diesmal gewann Chimki, die sich zwischenzeitlich auch mit dem deutschen Nationalspieler Ademola Okulaja verstärkt hatten, das Halbfinale gegen Dynamo aus Sankt Petersburg beim Final-Four-Turnier in Kiew. Im Finale unterlag man dann aber deutlich dem spanischen Verein Joventut de Badalona. Auch in der Halbfinalserie der russischen Meisterschaft konnte man Dynamo Sankt Petersburg besiegen und verlor die Finalserie der Meisterschaft 2006 ohne eigenen Sieg gegen Serienmeister und EuroLeague-Gewinner PBK ZSKA Moskau, denen man auch im russischen Pokalwettbewerb im Finale knapp unterlegen war.
In der Spielzeit 2006/07 trat man im ULEB Cup an und erreichte das Achtelfinale, in dem man jeweils in Hin- und Rückspiel KK Roter Stern Belgrad unterlag. In der russischen Meisterschaft erreichte man diesmal den dritten Platz. Im ULEB Cup 2007/08 konnte man in zwei Spielen im Sechzehntelfinale den deutschen Verein Köln 99ers jeweils deutlich besiegen, war dann aber chancenlos im Achtelfinale gegen den späteren Titelgewinner Joventut Badalona. In der Finalserie der russischen Meisterschaft war man ebenfalls ohne Sieg gegen Meister ZSKA Moskau, konnte aber dafür diesmal den russischen Pokalwettbewerb mit einem 85:67-Finalsieg über ZSKA gewinnen. Auch in den folgenden drei Jahren erreichte man die Finalserie der russischen Meisterschaft, in denen man jeweils dem dominierenden Serienmeister unterlegen war. Im neu betitelten Eurocup 2008/09 erreichte man das Finale, nachdem man unter dem neuen aus Italien stammenden Nationaltrainer Spaniens Sergio Scariolo im „Elite Eight“-Turnier in Turin im Viertel- und Halbfinale jeweils spanische Mannschaften bezwingen konnte. Im Finale selbst unterlag man dem litauischen Verein Lietuvos rytas Vilnius. Nach den Erfolgen in Meisterschaft und Europapokal durfte man in der Saison 2009/10 in der höchsten europäischen Spielklasse EuroLeague antreten. Hier schied man in der zweiten Gruppenphase der sechzehn besten Mannschaften knapp gegen den spanischen Verein Caja Laboral aus. In der EuroLeague 2010/11 schied man dagegen bereits in der ersten Gruppenphase aus. Nachdem im März 2011 Rimas Kurtinaitis, 2009 noch Trainer von Finalsieger Lietuvos rytas im ULEB Cup, das Traineramt übernommen hatte, gewann man bei seiner zweiten Austragung die VTB United League 2011 knapp im Finale gegen ZSKA Moskau. Fridson, im Halbfinale Topscorer und im Finale bester Rebounder wurde zum Most Valuable Player des VTB-Final Four ernannt. Nach neun Jahren bei Chimki unterschrieb Fridzon im Sommer 2013 bei ZSKA Moskau.

## Nationalmannschaft
Nach dem Sieg bei der U20-Junioreneuropameisterschaft 2005 wurde Fridson auch in den Endrundenkader der Basketball-Europameisterschaft 2005 der Herren berufen. Russland verlor im Viertelfinale gegen den späteren Europameister Griechenland und Fridson bekam insbesondere Einsatzzeit in den beiden Spielen in der Platzierungsrunde, die jedoch beide verloren gingen, so dass man am Ende den achten Platz belegte und nicht für die Basketball-Weltmeisterschaft 2006 qualifiziert war. Für die EM 2007 wurde Fridson als einer der letzten beiden Spieler von Trainer David Blatt aus dem Endrundenkader gestrichen, mit der Folge, dass Fridson am überraschenden Titelgewinn der Russen mit dem Finalsieg gegen Gastgeber Spanien nicht beteiligt war. Bei den Olympischen Spielen 2008 in Peking war Fridson wieder Mitglied des Endrundenkaders, wurde aber beim enttäuschenden Abschneiden der Russen mit nur einem Vorrundensieg nur geringfügig eingesetzt. Bei der folgenden EM 2009 war Fridson fester Bestandteil der Rotation der eingesetzten Spieler. Man gewann jedoch als Titelverteidiger mit dem Auftaktspiel erneut in der Vorrunde nur einmal und verlor dabei auch gegen eine junge deutsche Basketballnationalmannschaft. Trotzdem reichte es zum Einzug in die Zwischenrunde, in der man alle Spiele gewann, jedoch im Viertelfinale gegen den späteren Finalisten Serbien verlor und letztendlich den siebten Platz erreichte. Im Spiel um den siebten Platz gegen die Türkei bot Fridson seine stärkste Turnierleistung auf und war mit 26 Punkten in 35 Minuten Einsatzzeit Topscorer seiner Mannschaft. Bei der WM 2010 erlitt man seine einzige Niederlage in der Vorrunde gegen Gastgeber Türkei, schied aber dann im Viertelfinale gegen den späteren Titelgewinner Vereinigte Staaten aus der Medaillenvergabe aus. Fridson bot erneut seine beste Turnierleistung mit 18 Punkten beim Sieg im letzten Spiel um den siebten Platz auf. Bei der EM 2011 gewann man sogar bis zum Halbfinale alle Spiele, unter anderem in einer Neuauflage gegen Serbien im Viertelfinale. Dort verlor man aber dann gegen Frankreich und konnte sich mit einem Sieg im Spiel um den dritten Platz über die Überraschungsmannschaft des Turniers Mazedonien die Bronzemedaille sichern. Bei den Olympischen Spielen 2012 gewann Fridson mit der russischen Nationalmannschaft durch einen 81:77-Sieg gegen Argentinien die Bronze-Medaille. Dabei trug Fridzon mit 4 Punkten in der letzten Minute maßgeblich dazu bei den knappen Erfolg zu sichern.

## Auszeichnungen und Erfolge
- 2008 russischer Pokalsieger
- 2011, 2014, 2015 Sieger VTB United League
- 2011 MVP der Final-Four Serie VTB United League
- 2012 Sieger ULEB Eurocup
- 2012 Bronzemedaillengewinner der Olympischen Spiele in London